# Nordrhein-Westfalens flag
Nordrhein-Westfalens flag er en trikolore med vandrette striber i farverne grønt, hvidt og rødt. Flaget er i forholdet 3:5 
Flagets farver er afledet fra forbundslandet Nordrhein-Westfalens våben. Dette er sammensat af våbenmærker som repræsenterer de tre hoveddele af delstaten: En hvid bølget skråbjælke på grønt for Rheinland, en hvid hingst på rødt for Westfalen og en rød rose på hvidt for Lippe. Samtidig er Nordrhein-Westfalens flag en kombination af farverne for de tidligere preussiske provinser Rheinland, grønt og hvidt, og Westfalen, hvidt og rødt. Disse provinsfarver blev fastsat i 1882.
Nordrhein-Westfalens flag blev indført 10. marts 1953, efter at have været i uofficiel brug siden 1948. Statsflaget har Nordrhein-Westfalens våbenskjold i midten. 

## Eksterne links
- Information om flag fra Indenrigsministeriet i Nordrhein-Westfalen